# Keisuke Tanabe
Keisuke Tanabe (født 29. marts 1992) er en japansk fodboldspiller, som spiller for den japanske fodboldklub Roasso Kumamoto.